# Dietrich Steffkins
Dietrich Steffkins (* nach 1600; † vermutlich im Dezember 1673 in Köln), auch Dietrich Stoeffken, war ein deutscher Gambist und Komponist.

## Leben und Wirken
Über seine frühen Lebensjahre existieren keine Quellen. Durch die Auswirkungen des Dreißigjährigen Krieges, der zur Verkleinerung oder Schließung vieler Hofkapellen führte, war er gezwungen, an verschiedenen europäischen Höfen Anstellungen zu suchen. 1622 spielte er unter der Leitung William Brades in einem Gambenconsort am dänischen Königshof Christians IV. Wahrscheinlich zog er mit Brade zusammen an den herzoglichen Hof Friedrichs III. von Schleswig-Holstein-Gottorf. Seit 1628 stand er im Dienst Karls I.; 1636 wurde er zum Nachfolger des kurz zuvor verstorbenen Maurice Webster als musician in ordinary der Private Musick des Königs berufen. Steffkins verließ England bereits vor dem Ausbruch des Bürgerkriegs. 1642 war er zunächst Gambist am brandenburgischen Hof des Großen Kurfürsten. In den darauf folgenden Jahren hatte er Positionen bei wechselnden Dienstherren in Den Haag (1647/48), Hamburg (1652–1654), Regensburg (1654) und Rom (1659) inne, bis er sich entschloss, wieder nach England zurückzukehren. Unter dem anglisierten Namen Theodore Steffkins nahm er sein Amt in der Private Musick, die nun unter der Regentschaft Karls II. stand, wieder auf. Vermutlich wirkte er daneben als Gambenlehrer. 1673 begleitete er den englischen Botschafter auf einer diplomatischen Mission nach Köln, wo er im Dezember starb.
Steffkins war einer der am meisten geschätzten Gambensolisten seiner Epoche. Das hohe technische Niveau seines Spiels zeigt sich in seinen virtuosen Kompositionen. Als Zeichen der Wertschätzung wurde er von seinen Zeitgenossen Old Steffkins genannt. Zu seinen persönlichen Freunden und Bewunderern, die er am englischen Königshof kennengelernt hatte, zählten Christiaan Huygens und John Jenkins. Mit letzterem tauschte er sich über Komposition und Musiktheorie aus.

## Werke
- Zwei Sammlungen von Divisions on a ground (Diminutionen) für Bassgambe und Generalbass
- Divisions für Bassgambe solo
- Zehn Stücke für Viola solo
- ca. 70 Unterrichtsstücke für Bassgambe, Lyra viol und Baryton (Präludien, Allemanden, Couranten, Sarabanden, Giguen)